# Scoparia italica
Scoparia italica là một loài bướm đêm trong họ Crambidae.